# جورج هارفي (لاعب رماية)
جورج هارفي (بالإنجليزية: George Harvey)‏ هو لاعب رماية جنوب أفريقي، ولد في 9 يناير 1878 في غلوسترشير في المملكة المتحدة، وتوفي في 1958 في Alicedale ‏ في جنوب أفريقيا.

## وصلات خارجية
- جورج هارفي على موقع الاتحاد الدولي (الإنجليزية)
- جورج هارفي على موقع اللجنة الأولمبية الدولية (الإنجليزية)
- جورج هارفي على موقع أوليمبيديا (الإنجليزية)